# Masagos Zulkifli

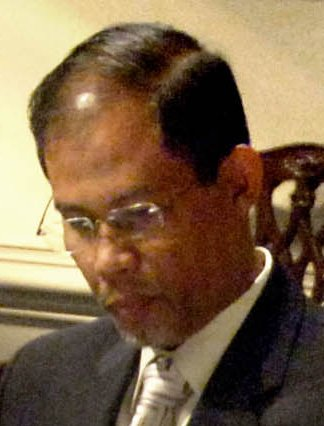
Masagos Zulkifli (2006)

Masagos Zulkifli Bin Masagos Mohamad (chinesisch 马善高, Tamil மசகோஸ் ஜுல்கிஃபிலி; * 16. April 1963) ist ein Politiker der People’s Action Party (PAP) in Singapur, der seit 2006 Mitglied des Parlaments ist sowie mehrmals Minister war. Seit 2015 ist er Minister für Umwelt und Wasserwirtschaft sowie Minister für muslimische Angelegenheiten.

## Leben
Masagos Zulkifli Bin Masagos Mohamad begann nach dem Besuch der Bukit Panjang Government High School sowie des National Junior College ein Studium im Fach Elektrotechnik an der Nanyang Technological University, das er 1988 mit einem Bachelor of Science (B.Sc. Electrical Engineering) mit Auszeichnung abschloss. Daraufhin begann er seine berufliche Laufbahn beim Telekommunikationsunternehmen SingTel (Singapore Telecommunications) und absolvierte während dieser Zeit ein postgraduales Studium im Fach Elektrotechnik an der 1905 gegründeten National University of Singapore (NUS) und beendete dieses 1994 mit einem Master of Science (M.Sc. Electrical Engineering). Mit einem Stipendium von SingTel absolvierte er ein weiteres postgraduales Stipendium der Betriebswirtschaftslehre an der University of Southern California, welches er mit einem Master of Business Administration (MBA) abschloss. Während seiner Tätigkeit für Singapore Telecommunications war er Manager in den Vertretungen in Ujung Padang in Indonesien sowie in Sydney in Australien, ehe er zuletzt Chief Executive Officer (CEO) von SingTel für die Auslandsvertretungen (Global Offices) war.
Am 6. Mai 2006 wurde Masagos Zulkifli für die People’s Action Party (PAP) im Gruppenvertretungswahlkreis (Group Representation Constituency) Tampines GRC erstmals Mitglied des Parlaments und vertritt diesen Wahlkreis seither. Während seiner langjährigen Parlamentszugehörigkeit gehörte er verschiedenen Parlamentsausschüssen an. Bereits kurz nach seiner Wahl übernahm er sein erstes Regierungsamt im Kabinett von Premierminister Lee Hsien Loong und fungierte zwischen dem 30. Mai 2006 und dem 31. Oktober 2010 als Senior-Parlamentarischer Staatssekretär im Bildungsministerium sowie zugleich vom 1. April 2008 bis zum 31. Oktober 2010 als Senior-Parlamentarischer Staatssekretär im Innenministerium. Im Anschluss war er zwischen dem 1. November 2010 und dem 20. Mai 2011 Staatsminister im Bildungsministerium sowie in Personalunion vom 1. November 2010 bis zum 31. Juli 2012 Staatsminister im Innenministerium. Er fungierte zwischen dem 21. Mai 2011 und dem 31. Juli 2012 erst als Staatsminister sowie im Anschluss vom 1. August 2012 bis zum 8. April 2015 als Senior-Staatsminister im Außenministerium. Zusätzlich fungierte er zwischen dem 1. August 2012 und dem 8. April 2015 auch als Senior-Staatsminister im Innenministerium.
Daraufhin bekleidete Masagos Zulkifli vom 9. April bis zum 30. September 2015 in Personalunion sowohl als Zweiter Außenminister und Zweiter Innenminister als auch als Minister im Amt des Premierministers. Seit dem 1. Oktober 2015 ist er Minister für Umwelt und Wasserwirtschaft (Minister for the Environment and Water Resources). Darüber hinaus fungiert er seit dem 1. Mai 2018 im Kabinett Lee Hsien Loong auch als Minister für muslimische Angelegenheiten (Minister-in-charge of Muslim Affairs).
Aus seiner Ehe mit Jumelah Binte Ja’afar gingen vier Kinder hervor.